# Бурмакино (Ивановская область)
 Бурмакино — деревня в Ивановском районе Ивановской области. Входит в состав Богданихского сельского поселения.

## География
Находится в центральной части Ивановской области на расстоянии приблизительно 17 км на юго-восток по прямой от вокзала станции Иваново.

## История
В 1859 году здесь (тогда деревня Шуйского уезда Владимирской губернии) было учтено 12 дворов, в 1902 — 15.

## Население
Постоянное население составляло 50 человек (1859 год), 73 (1902), 88 в 2002 году (русские 28 %, цыгане 72 %), 10 в 2010.